# MeLA
MeLA（Metropolitana Leggera Automaticaの頭字語、自動ライトレールの意）は、イタリア共和国ミラノ市にある「People mover」型の新交通システムである。
ミラノ地下鉄M2線のカシーナ・ゴッバ駅とミラノ市内のサン・ラッファエーレ病院を接続するシャトルサービスである。
1999年7月12日（月曜日）に開業し、同日より運行開始された。
当システムでは、ポマ・イタリア (Poma Italia) 社（現・Agudio）の技術を使用している。
当システムは、ATMによって運営されている。

## 技術的な特徴
当システムでは、1編成の列車がカシーナ・ゴッバ駅とサン・ラッファエーレの間を「行ったり来たり」移動しており、単独で軌道を往復する形となっている。
各列車の車両は1-3両で編成されており、それぞれ以下の機能が提供されている。
- 乗客用の自動ドアサービス
- カシーナ・ゴッバのリモート操作室に接続された非常ボタン
- オンボードサービスへの電力供給用のバッテリー2個
- 12座席を含む40席
- 換気と暖房が独立した2つの設備

カシーナ・ゴッバ駅は地上に設置されており、高速道路の高架に沿って、地下鉄M2線の同名の駅上層階に連絡している。
階下にはATMが運営する管理センターがあり、ここではいつでも牽引機関と保守用ワークショップを見ることができる。
サン・ラッファエーレ近くの駅はその代わりに地下となっており、ここではケーブル張力と牽引コントロール用の自動監視センターの適切な保守が行われている。
導入システムの総延長は682メートルであり、最大速度は35キロメートル毎時である。
車両は、滑らかなプレートが目立っており、それぞれベアリングとガイド、水平および垂直軸のゴムタイヤを備えている。

## サービス提供
利用するにはチケット代の1.30ユーロが必要であり、その支払いは当システムの運行にも役立っている。
24時間以内であれば、同じチケットで戻ることが可能である。
なお、他のすべてのATMチケットや地域のパスは無効となっている。
チケットは、小売店または自動地下鉄の2駅に据え付けられた券売機で購入できる。
サン・ラッファエーレ病院には、常に925バス路線で、通常の市街運賃で行くことも可能である。
路線は、常に次の日の06:00 - 01:00に運行される。